# 愛德華·弗農
爱德华·弗农（Edward Vernon 1684年11月12日—1757年10月30日）是一名英格兰海军军官，官至海军上将，参与过西班牙王位继承战争和詹金斯的耳朵战争，此外也当过彭林和伊普斯威奇议员。
可能是他把格罗格酒引入了皇家海军中，他的昵称就是“老格罗格”（Old Grog），这则是因为他喜欢穿格罗格兰姆呢的衣服。乔治·华盛顿的弗农山庄是以他的名字命名的。

## 生平
他出生于威斯敏斯特，父亲詹姆斯·弗农是威廉三世的国务大臣，他是其父的第二个儿子，他的哥哥小詹姆斯·弗农（James Vernon the Younger）后来成为了英国驻丹麦公使。他曾就读于威斯敏斯特公学，1700年5月10日登上什鲁斯伯里号（HMS Shrewsbury），开始海军生涯。

## 扩展阅读
- Cundall, Frank. . West India Committee. 1915.
- Harding, Richard. .  online. Oxford University Press. 2008  [18 July 2010]. doi:10.1093/ref:odnb/28237. （原始内容存档于2016-03-05）.
- Chisholm, Hugh (编). .  27 (第11版). London: Cambridge University Press. 1911.
- Laughton, John Knox. . Lee, Sidney  (编).  58. London: Smith, Elder & Co. 1899.